# Zsiberk
Zsiberk (románul: Jibert, németül: Seiburg) falu Romániában, Erdélyben, Brassó megyében, a történeti Királyföldön.

## Fekvése
Kőhalomtól 14 km-re nyugat–délnyugatra fekszik.

## Nevének eredete
A német Sigibirg ~ Sigeberga női névből való, amiből a németben népetimológiásan lett Seiburg. Először 1289-ben említették, Villa Syberg alakban. Későbbi írott névváltozatai: Sybeerg (1345), Syburg (1414), Sybryk (1486), Sibrich (1488) Sybery (1532) Sybrig (1532), Seybrik (1555), Sybrich (1557), Syberg (1640), Sibarcum (1676) és Zsibort (1750).

## Története
Kőhalomszéki szász település volt. Mellette 1336-ig ciszterci kolostor állott. 1348-ban már iskolamester is tanított a faluban.
1876-ban Nagyküküllő vármegyéhez csatolták. Az 1975-ben elfogadott romániai településrendezési terv szerint 1985-tel kezdődően várossá fejlesztették volna.

## Népessége
- 1900-ban 1376 lakosából 766 volt német, 538 román és 57 cigány anyanyelvű; 762 evangélikus és 590 ortodox vallású. A lakosság 55%-a írt és olvasott, 11%-a beszélt magyarul.
- 2002-ben 736 lakosából 418 vallotta magát román, 262 cigány és 49 német nemzetiségűnek; 675 ortodox és 54 evangélikus vallásúnak.

## Látnivalók
- Evangélikus temploma neogótikus stílusban, 1868 és 1883 között épült.